# 臨潁県
臨潁県（りんえい-けん）は中華人民共和国河南省漯河市に位置する県。

## 行政区画
- 街道:城関街道、新城街道
- 鎮:繁城鎮、杜曲鎮、王崗鎮、台陳鎮、巨陵鎮、瓦店鎮、三家店鎮、窩城鎮、王孟鎮、大郭鎮
- 郷:皇帝廟郷、固廂郷、石橋郷、陳荘郷